# Луцій Корнелій Цинна (консул 87 року до н. е.)
Луцій Корнелій Цинна (лат. Lucius Cornelius Cinna, ? — близько 84 р. до н. е.) — давньоримський політичний, державний та військовий діяч, чотириразовий консул 87, 86, 85 і 84 років до н. е. та знаменитий представник партії популярів у Римі в останньому столітті існування республіки.
Син Луція Корнелія Цинни, консула 127 року до н. е. Про життя його до часу вступу на політичну арену як вождя партії популярів відомо лише те, що він належав до аристократичної гілки численного роду Корнеліїв, але був бідний, і добре проявив себе в Союзницькій війні. Причини переходу його на бік популярів невідомі, політичні супротивники стверджували, що він просто продався «новим громадянам і кліці Марія».

## Першеконсульство
У 88 р. до н. е. Сулла вперше в історії Рима ввів в місто війська, якими він командував як проконсул, і здійснив державний переворот. Переворот був спровокований політикою народного трибуна Публія Сульпіція Руфа, який, використовуючи насильство, провів через коміції пакет законів, метою яких було ослаблення влади сенату, а також закон про позбавлення Сулли повноважень проконсула і передачі їх Марію. Незабаром після перевороту відбулися консульські вибори на наступний рік і громадяни, незадоволені безпрецедентним насильством Сулли, проігнорували кандидата, якого він рекомендував особисто, а замість нього обрали Цинну, відомого як популяра.

## Відсторонення від посади
Попри те, що Цинна дав клятву Суллі, зберігати введені ним політичні зміни, негайно після від'їзду Сулли на війну з Мітрідатом Понтійським, Цинна зробив спробу відновити законопроєкт Сульпіція, оскільки це забезпечувало йому політичну підтримку італіків і вільновідущенників, а також міського пролетаріату. Крім того, пропонувалося амністувати всіх популярів, вигнаних після перевороту.
У день голосування в Римі сталися вуличні зіткнення між прихильниками обох партій. Щоб посилити своїх, Цинна закликав на їх сторону рабів, обіцяючи їм за участь в боротьбі свободу, але не мав успіху. Виступ черні було придушене військами, якими керував другий консул Гней Октавій. Цинна і його прибічники втекли з Рима. Аристократична більшість сенату не рахуючись з встановленими формами, оголосили Цинну відстороненим від посади до закінчення терміну обрання.

## Приготування військових дій проти Рима
З невідомих причин, вигнавши вождів популярів з міста, сенат не переслідував їх надалі. Зазнавши невдачі у місті, Цинна міг розраховувати на підтримку в Італії, де почалася повсюдна агітація тих самих напівгромадян, за яких він постраждав. Розквартироване в Кампанії військо визнало Цинну консулом, всупереч ухвалі сенату, і висловило готовність силою посадити його на колишнє місце. Під прапори Цинни стали стікатися з усіх сторін провінціали; безліч рабів покинули своїх панів і приєдналися до війська що утворюється, в надії відвоювати собі свободу і права громадянства; нарешті, привид громадянської війни залучив і старого Марія, що жив останні роки далеко від справ. Сформувавши зі своїх прихильників 6-тисячний загін, він з'єднався з Цинною. У короткий час у розпорядженні Цинни виявилися значна армія і флот, на чолі яких він підступив до Риму, без зусиль взявши навколишні міста і перекрив постачання продовольства.
Для захисту міста сенат закликав армію, під командуванням Гнея Помпея Страбона. Страбон зумів зупинити просування бунтівників, але нічого не робив для їх знищення, намагаючись виторгувати у сенату привілеї за свою допомогу. Незабаром Страбон помер від імовірно морової виразки; його військо відмовилося підкорятися консулу Октавію і вимагав, щоб начальство над ним було передано Метеллі. У свою чергу, Метелл відмовився підкорятися вимозі солдатів. Вся ця катавасія призвела до того, що поступово сенатське військо або розсіялася, або перейшло на сторони Цинни, в результаті чого місто було здано, а Цинна і Марій були оголошені консулами.

## Знову консул
Перед здачею міста сенат просив Цинну втримався від кровопролиття. Цинна обіцяв, але не побажав заприсягтися, Марій же ж, присутній при переговорах, зберігав зловісне мовчання. Після вступу в Рим міські ворота були зачинені і почалася п'ятиденний терор, ініційований Маріем. Без суду було вбито безліч магістратів і пересічних громадян, яких можна було зарахувати до оптиматів. Через сім днів після вступу в місто Марій помер. Після цього, за наказом Серторія, всі головні прихильники Марія (близько 4000 чоловік, в основному рабів-втікачів) були зібрані нібито для роздачі нагород і вбиті всі до єдиного, щоб припинити безлади в місті.
Ставши повновладним правителем Цинна ще двічі (в 85 р. до н. е. і в 84 р. до н. е.) продовжував собі консульські повноваження минаючи коміції, вибираючи собі колегу на свій розсуд. Маючи повну можливість здійснити політичну програму партії у всій її повноті, він обмежився низкою випадкових заходів, що носили, головним чином, характер агітаційних милостей і щедрот, і не зробив жодного кроку для відновлення демократичної республіки. Всі проведені ним закони, як висловлюється Моммзен, «продиктовані моментом». Єдиним принциповим його заходом було дарування прав італікам, решта — відновлення призупинених Суллою хлібних роздач, звільнення боржників від ¾ загальної боргової суми, пограбування будинків і маєтків Сулли. Маючи на своєму боці більшість провінцій, Цинна нічого не зробив проти Сулли, який ці чотири роки спокійно воював з Мітрідатом.

## Повернення Сулли
Бездіяльність Цинни ясно показує, наскільки мало може бути поставлений йому в заслугу успіх його першого походу і як багато залежало тут від військових талантів Марія, Серторія та інших. Покінчивши війну з Мітрідатом, Сулла відправив послання до сенату, в якому сповіщав про свій намір повернутися в Рим і повалити самопроголошеного диктатора. Побоюючись нової громадянської війни сенат спробував знайти компромісний варіант, запропонувавши Суллі повернутися в Рим як приватній особі під охоронною грамотою, на що Сулла відповів, що він " не просить охорони, а сам сподівається принести її тим хто потребує ". Відкинувши примирливі спроби сенатської більшості, Цинна з безрозсудною поспішністю почав готуватися до нової громадянської війни. Театром її він у що б то не стало хотів зробити Грецію і поспішав попередити повернення Сулли до Італії, не рахуючись з небезпекою морського переїзду в зимовий час. Перспектива походу взимку здалася непривабливою для військ, які Цинна зосереджував у Анконі. У війську спалахнув бунт, жертвою якого і впав Цинна у 84 р. до н. е.

## Родина
Дружина — Аннія
Діти:
- Корнелія
- Корнелія Молодша
- Луцій Корнелій Цинна, претор 44 року до н. е.